# Lucy Maud Montgomery

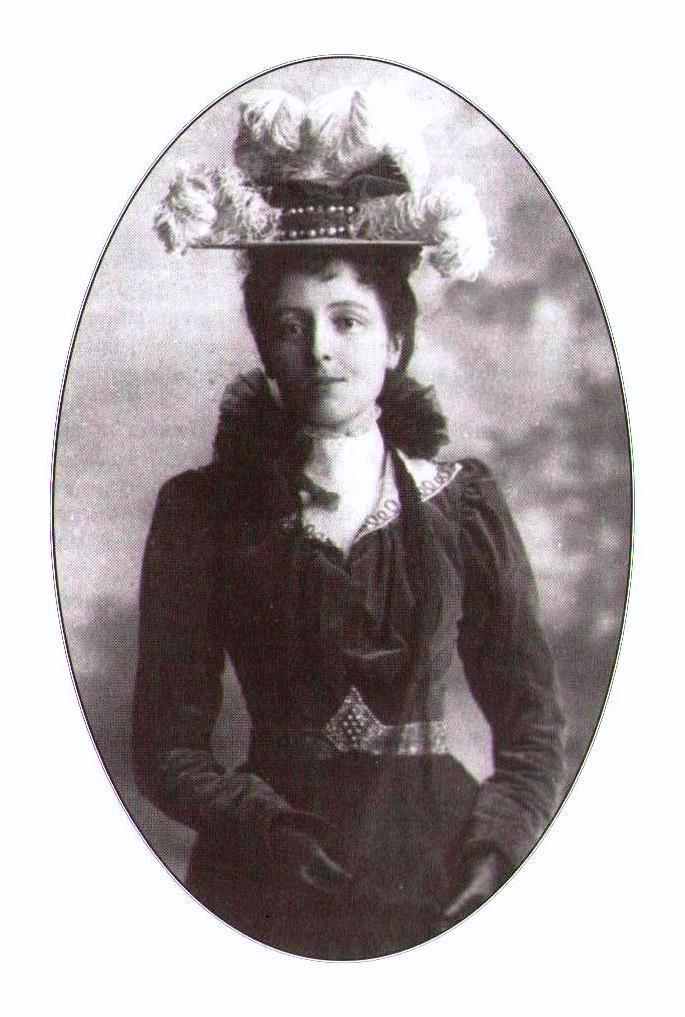
Lucy Maud Montgomery, 1897.

Lucy Maud Montgomery (Clifton (nu New Londen), Prince Edward Island, 30 november 1874 – Toronto, 24 april 1942) was een Canadese schrijfster.

## Leven en werk
Lucy Maud Montgomery verloor haar moeder nog voordat ze twee jaar oud was en werd grotendeels opgevoed door haar grootouders van moederskant. Ze werd uiteindelijk onderwijzeres en vond daarnaast tijd om in haar leven 23 romans plus enige gedichten en andere werken te schrijven. Wereldwijde bekendheid verwierf ze met een romancyclus over het roodharige weesmeisje Anne. Het eerste deel, Anne of Green Gables (1908, Nederlands: Anne van het Groene Huis), werd direct een bestseller en verkocht 19.000 exemplaren in de eerste vijf maanden.
Het werk van Montgomery wordt wel vergeleken met  dat van Louisa May Alcott. Ze schreef vooral over sterke, onafhankelijke meisjes en vrouwen, die zich niet zomaar aan de gangbare conventies onderwerpen en streven naar een betere ontwikkeling. Ze hebben elk hun eigen dromen en wensen met betrekking tot studie, beroep, huwelijk enzovoort. Hoewel haar boeken aanvankelijk bedoeld waren voor volwassenen, zijn ze in de loop der tijd, vaak in bewerkte versies, vooral tot de kinder- en jeugdliteratuur gaan behoren. Veel van haar werk werd verfilmd.
Montgomery stierf volgens de officiële lezing aan hartfalen. Haar kleindochter Kate beweerde in 2008 echter dat ze, lijdend aan depressies, zelfmoord pleegde door een overdosis medicijnen. Ze ligt begraven in Cavendish, Prince Edward Island, samen met haar man Ewan. Ewan was eveneens langdurig psychisch ziek.

## Trivia
- Lucy Maud Montgomery werd in 2004 gekozen als 57ste in de lijst van grootste Canadezen ooit.
- Anne of Green Gables werd in 2003 gekozen op de 41ste plaats in de Britse Big Read verkiezing van beste roman ooit.
- Ze is een personage in de Canadese televisieserie Murdoch Mysteries in aflevering 12 van reeks 9.

### Romans

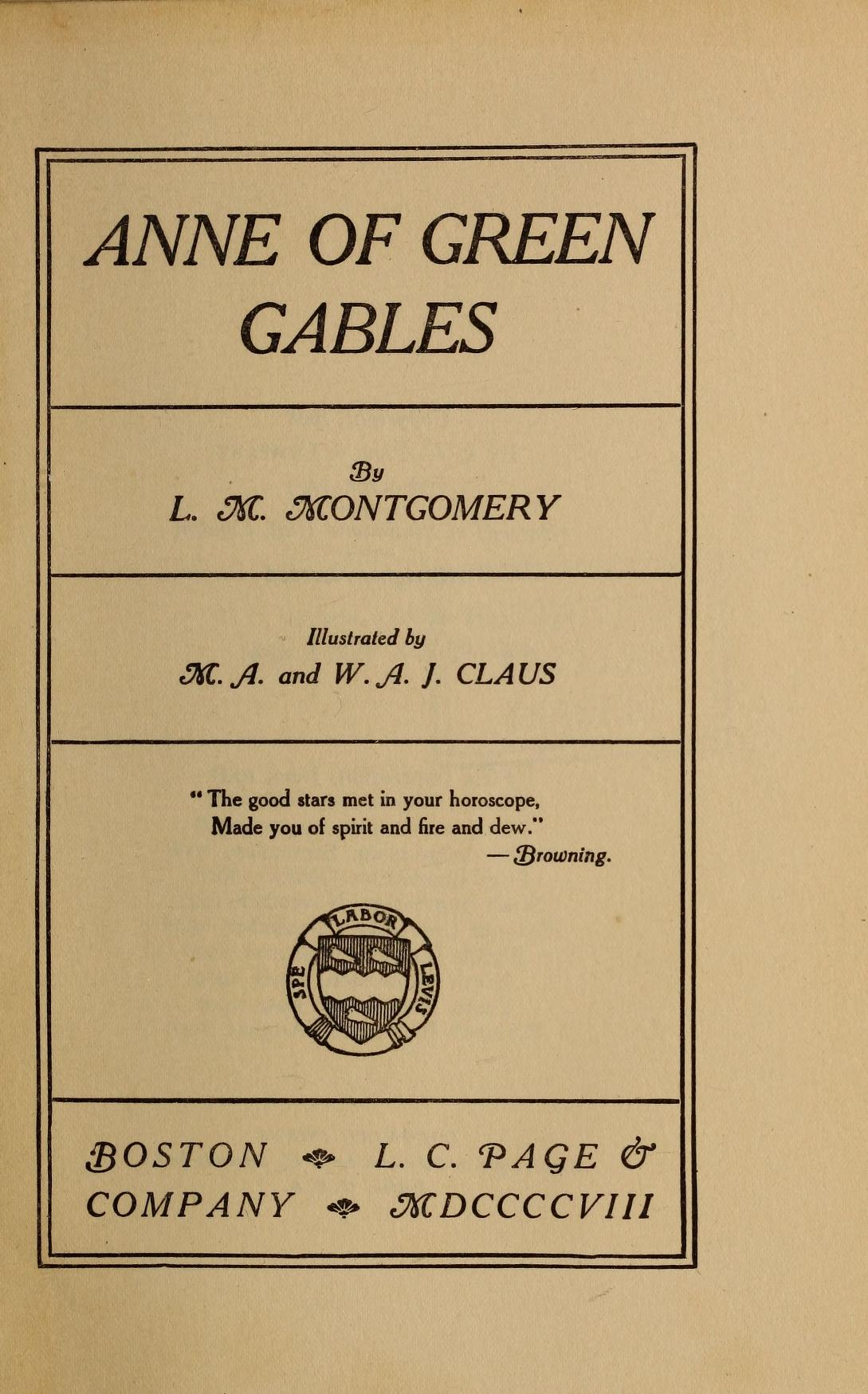
Titelpagina van de eerste uitgave van Anne of Green Gables, 1908

- Anne of Green Gables (1908) Nederlands: Anne van het Groene Huis
- Anne of Avonlea (1909) (vervolg op Anne of Green Gables)
- Kilmeny of the Orchard (1910)
- The Story Girl (1911)
- The Golden Road (1913) (vervolg op The Story Girl)
- Anne of the Island (1915) (vervolg op Anne of Avonlea)
- Anne's House of Dreams (1917) (vervolg op Anne of Windy Poplars)
- Rainbow Valley (1919) (vervolg op Anne of Ingleside)
- Rilla of Ingleside (1921) (vervolg op Rainbow Valley)
- Emily of New Moon (1923)
- Emily Climbs (1925) (vervolg op Emily of New Moon)
- The Blue Castle (1926)
- Emily's Quest (1927) (vervolg op Emily Climbs)
- Magic for Marigold (1929)
- A Tangled Web (1931)
- Pat of Silver Bush (1933)
- Mistress Pat (1935) (vervolg op Pat of Silver Bush)
- Anne of Windy Poplars (1936) (vervolg op Anne of the Island)
- Jane of Lantern Hill (1937)
- Anne of Ingleside (1939) (vervolg op Anne's House of Dreams)
- The Blythes Are Quoted, edited by Benjamin Lefebvre (2009) (vervolg op Rilla of Ingleside)

### Verhalen
- Chronicles of Avonlea (1912)
- Further Chronicles of Avonlea (1920)
- The Road to Yesterday (1974)
- The Doctor's Sweetheart (1979)
- Akin to Anne: Tales of Other Orphans (1988)
- Along the Shore: Tales by the Sea (1989)
- Among the Shadows: Tales from the Darker Side (1990)
- After Many Days: Tales of Time Passed (1991)
- Against the Odds: Tales of Achievement (1993)
- At the Altar: Matrimonial Tales (1994)
- Across the Miles: Tales of Correspondence (1995)
- Christmas with Anne and Other Holiday Stories (1995)

### Poëzie
- The Watchman & Other Poems (1916)
- The Poetry of Lucy Maud Montgomery (1987)

### Non-fictie
- Courageous Women (1934)

### Autobiografisch
- The Alpine Path: The Story of My Career (1917)
- The Selected Journals of L.M. Montgomery (1985–2004)